# 橋本俊哉
橋本 俊哉（はしもと としや、1963年 - ）は、日本の観光学者。立教大学観光学部観光学科教授。

## 経歴
- 1985年3月 立教大学社会学部観光学科 卒業
- 1988年3月 立教大学社会学研究科 応用社会学専攻 博士課程 前期課程 修了
- 1993年3月 東京工業大学理工学研究科社会工学専攻 博士課程 修了
- 1995年4月 立教大学社会学部観光学科 専任講師
- 1996年4月 助教授
- 1998年4月 観光学部観光学科 助教授
- 2003年4月 同教授
- 1998年10月 - 1999年9月 連合王国 ルトン大学

英国を中心とする「環境に配慮した観光」の先進諸国の現状と課題に関する調査(日本私立学校振興・共済事業団 海外研修派遣)

## 著書
- 室崎益輝、橋本俊哉 編『「復興のエンジン」としての観光―「自然災害に強い観光地」とは―』創成社、2021年1月19日。ISBN 978-4794432148。 NCID BC05051969。
- 【論文等】 自然志向ツーリズム  小口孝司 編  観光の社会心理学  北大路書房    2006.2  153-166  （単著論文）
- 【論文等】 高速道路休憩施設におけるゴミ箱の利用実態分析    高速道路と自動車    48巻 12号  2005.12  19-24  （共著論文）
- 【論文等】 観光と「聴覚」 ― その役割と活用に関する考察    立教大学観光学部紀要     6号  2004.3  13-20  （単著論文）
- 【論文等】 自然観光の現状と課題  前田勇編著  21世紀の観光学  学文社    2003.4  23-40  （単著論文）
- 【論文等】 「自然を志向する観光」に関する考察 ― 自然環境が人びとに与える心理的効果の視点から ―    立教大学観光学部紀要     4号  2002.3  44-51  （単著論文）
- 【論文等】 ガラパゴス国立公園における訪問者の管理システム    立教大学観光学部紀要     3号  2001.3  15-22  （共著論文）
- 【論文等】 ナショナル・トラスト・エリアの観光利用に関する研究 ― イギリス湖水地方での日本人観光客を題材として ―  財団法人アジア太平洋観光研究センター  第2回観光に関する学術研究論文入選論文集      1997.3  1-15  （共著論文） 「最優秀賞」受賞論文
- 【単行本】 観光回遊論―観光行動の社会工学的研究―    風間書房  1997.3  361  （単著書）
- 【論文等】 観光回遊の行動特性と誘導手法に関する研究―観光回遊計画論序説―  東京工業大学大学院  博士学位論文      1994.3    （単著論文）
- 【論文等】 高速道路サービス・エリアにおける「ゴミ捨て行動」の分析 ― 「分け捨て行動」の「誘導」をとおして ―  日本社会心理学会  社会心理学研究    9巻 2号  1993.3  116-125  （単著論文） 第一回日本社会心理学会「着想独創賞」受賞論文